# Senetta Yoseftal
Senetta Yoseftal (hébreu : סנטה יוספטל), née Punfud le 5 décembre 1912 à Fürth (Empire allemand) et morte le 26 juillet 2007à Gal'ed dans le District nord d'Israël, est une femme politique israélienne, députée à la Knesset de 1955 à 1956 puis de 1976 à 1977.

## Biographie
Senetta Punfud naît en Allemagne. Elle rejoint le mouvement HaBonim en 1933 et travaille dans le centre HeHalutz de Berlin de 1934 à 1938. En 1936, elle épouse Giora Yoseftal (en), qui deviendra membre de la Knesset et ministre des 9e et 10e gouvernements d'Israël. Elle émigre en Palestine mandataire en 1938 et fonde le kibboutz Gal'ed en 1945.
Elle est élue à la Knesset en 1955 sur la liste du Mapaï, mais démissionne 14 mois plus tard. Plus tard, elle siège à la 8e Knesset sur la liste de l'Alignement en remplacement du défunt Zvi Guershoni, mais elle perd son siège aux élections de 1977.
En décembre 2004, le Mouvement du kibboutz (en) lui demande de mettre fin à ses fonctions. Elle passe ses dernières années à Gal'ed.

## Postes occupés
- Membre du directorat du Fonds unifié du kibboutz (1953-1955)
- Membre du comité d'organisation de la Histadrout (1956-1960)
- Directeur du département d'économie du Mouvement unifié du kibboutz (1960-1962)
- Secrétaire général du kibboutz unifié (1962-1965 et 1967-1970)
- Fondatrice et directrice du département d'Absorption et de Développement
- Présidente de la compagnie des eaux Mekorot (1970-1972)
- Directrice de la branche économique de l'Association d'agriculture (1974-1979)
- Membre du secrétariat et du comité central du Mouvement unifié du kibboutz et membre du comité central du Parti travailliste